# Fly Fu
Fly Fu es un videojuego de beat 'em up desarrollado y publicado por Invictus Games para iOS, PlayStation 3 y PlayStation Portable. Fue lanzado el 20 de julio de 2010.

## Sinopsis
La novia del insecto protagonista, Kate Moth, una polilla peluda fue secuestrada por arañas malvadas y arrastrada al suburbio.
No es una mosca doméstica común, sino que está entrenado para luchar. Siendo un maestro de kung-fu, solo él puede salvar a su amor de las garras de los malvados insectos.

## Jugabilidad
Fly Fu es un juego beat 'em up de desplazamiento lateral con personajes diseñados a partir de fotografías de insectos muertos mezcladas con garabatos.
Cuenta con cinco capítulos a completar y cada uno termina con un jefe, donde se lucha contra los miembros más fuertes de The Cuticulous Gang.

## Recepción
Games Master UK escribió: "Son cosas básicas, claro, pero ¿dónde más tendrás la oportunidad de patearle la cara a una mariquita?"
Playstation Official Magazine UK escribió: "Es un poco repetitivo... y condescendientemente fácil... pero te garantizo que sonreirás durante todo el proceso".